# Isabel Teixeira
Isabel Teixeira de Oliveira (São Paulo, 10 de novembro de 1973) é uma atriz, dramaturga e diretora brasileira. Formada em interpretação pela Escola de Arte Dramática da USP, conduziu sua carreira sempre de forma atrelada ao teatro e, recentemente, tem se destacado na televisão. Por sua atuação tanto como atriz quanto diretora, foi laureada com vários prêmios, incluindo dois Prêmios APCA, dois Prêmios Shell e um Melhores do Ano, além de ter recebido indicações para um APTR e um Prêmio Qualidade Brasil.
Após uma breve experiência em 1984 atuando na peça Uma Aventura a Caminho do Guarujá, aos 10 anos, pelo qual foi escolhida Melhor Atriz Revelação pelo Prêmio APETESP, Isabel só iniciou a carreira profissionalmente mesmo em 1994, emendando inúmeros espetáculos, como atriz e diretora, onde se consagrou por trabalhos como Um Bonde Chamado Desejo (2002), Arena Contra Arena 50 Anos (2004), Rainhas, Duas Atrizes em Busca de um Coração (2009) e E Se Elas Fossem para Moscou? (2014).
Na televisão, estreou na série Beleza S/A (2013), no GNT. No entanto, foi ao participar da novela Amor de Mãe (2019–20), na TV Globo, que ganhou maior destaque, interpretando a médica Jane. Ainda esteve na série Desalma (2020–22). Em 2022, foi consagrada no papel de Maria Bruaca na novela Pantanal, trabalho que lhe rendeu inúmeros prêmios, incluindo o APCA e o Melhores do Ano. Em 2023, protagoniza a novela Elas por Elas na pele da vilã Helena.
Isabel se caracteriza por ser uma profissional que revisita e estuda muitos dos movimentos artísticos que compõem a dramaturgia, bem como o papel dos atores. Analisando o papel do ator numa peça, Teixeira afirma que o artista também é um escritor, um compositor, tal qual o próprio autor da obra em que ele atua. Segundo a atriz, se não for assim, o ator não tem razão de ser: "O ator escreve no ar da sala de ensaio".

## Biografia
Nascida em São Paulo em 10 de novembro de 1973, Isabel Teixeira de Oliveira é filha do cantor e compositor Renato Teixeira e Alexandra Corrêa. É irmã do também cantor Chico Teixeira. Desde a infância, interessou-se pelo mundo artístico. Aos dez anos de idade, realizou sua primeira experiência no teatro com o espetáculo infantil Uma Aventura a Caminho do Guarujá, escrito por Ninho Moraes e dirigida por Carlos Meceni. Em sua estreia, já chamou atenção da crítica, sendo consagrada com o prêmio de Melhor Atriz Revelação pelo Prêmio APETESP. Mais tarde, ingressou no renomado curso da  Escola de Arte Dramática da USP e, posteriormente, emplacou seus primeiros trabalhos como atriz dentro da própria universidade.

## Carreira

### 1994–09: Começo e primeiros trabalhos
Ao ingressar Escola de Arte Dramática da USP, na década de 1990, começou a participar de diversas montagens de grupos teatrais dentro da universidade. Entre seus primeiros trabalhos, destacam-se os espetáculos A Tempestade (1994), de William Shakespeare e direção de José Rubens Siqueira, Marat-Sade (1995), de Peter Weiss e direção de Francisco Medeiros, A Cozinha (1997), de Arnold Wesker e direção de Iacov Hillel, Farsas e Improviso de Molière (1997), de Molière e direção de Beth Lopes, Baal (1997) de Bertolt Brecht e direção de Roberto Lage, e Trinta e Três (1998), dirigida por Cristiane Paoli-Quito e Tica Lemos. Em 1999, foi escalada para interpretar a protagonista-título do espetáculo Agatha, romance baseado na obra da escritora francesa Marguerite Duras e dirigido por Roberto Lage. Em 2000, estreou na direção teatral com o espetáculo O Jardim das Cerejeiras, de Anton Tchekhov, no qual ela assumiu a co-direção ao lado de Élcio Nogueira Seixas. Foi integrante-fundadora da Companhia Livre de Teatro, com a qual realizou trabalhos como atriz nos espetáculos Toda Nudez Será Castigada e Um Bonde Chamado Desejo, ambas sob a direção de Cibele Forjaz. Nesta última, pelo papel de Stella DuBois, recebeu uma indicação ao Prêmio Shell de Melhor Atriz em 2002. Assumiu o posto de assistente de direção em uma montagem de Os Sete Gatinhos (2001).
Em 2003, ainda na companhia, volta aos palcos como atriz na peça Depois do Expediente e assume a direção do espetáculo O Ninho. Na mesma companhia, em 2005, coordenou o projeto “Arena Conta Arena 50 Anos”, ganhador dos prêmios Shell e APCA do mesmo ano. Entre 2007 e 2012, atuou como atriz em Gaivota, Tema Para Um Conto Curto, espetáculo baseado na obra de Anton Tchekhov, com direção de Enrique Diaz, que a levou em turnê pelo Brasil e diversas partes do mundo, como em Kunsten Festival dês Arts em Bruxelas, Teatro Sesc Pinheiros, em São Paulo, Grec Festival, Barcelona, Toulouse, Bayonne, Lille, Lyon, Paris, Gijon, Santiago de Compostela, Bogotá, Lisboa, Quebéc, Montréal e Shizuoka. Em 2009, produziu, escreveu e atuou na obra Rainha[(s)], Duas Atrizes em Busca de Um Coração, com direção de Cibele Forjaz, com a qual ganhou o Prêmio Shell de melhor atriz. O espetáculo excursionou por várias cidades do Brasil, participou do Festival Schiller, em Mannheim em 2011 e, em 2012, participou do Festival Santiago a Mil no Chile.

### 2010–19: Consagração no teatro e expedições internacionais
Em 2011, Isabel apresentou a performance H.Tel&Soul no projeto X-Moradias, em Mannheim, na Alemanha, concepção sua e da artista plástica Simone Mina sobre um poema inédito da desconhecida escritora Virgínia Rey. Foi assistente de Regina Braga no espetáculo Totatiando, com Zélia Duncan, em 2011.
Em 2013, dirigiu a peça Desarticulações, monólogo realizado por Regina Braga com texto de Sylvia Molloy. Também em 2013, dirigiu o show Tudo Esclarecido, novamente com Zélia Duncan na obra. Entre 2014 e 2015, estreou PUZZLE (a, b, c e d), sob a direção de Felipe Hirsch. Entre 2013 e 2020, atuou no espetáculo E se Elas Fossem para Moscou?, com o qual foi indicada como melhor atriz para os prêmios Questão de Crítica, Cesgranrio e APTR, sob direção de Christiane Jatahy. A peça foi vista em países como Canadá, França, Portugal, Espanha, Bélgica, Croácia, Alemanha e Estados Unidos, cumprindo turnê até janeiro de 2020.
Entre 2014 e 2015, dirigiu o espetáculo Animais na Pista, de Michelle Ferreira, e o espetáculo Agora Eu Vou Ficar Bonita, com Regina Braga e Celso Sim e roteiro de Regina Braga e Dráuzio Varella.
Em 2016, dirigiu a peça Fim de Jogo, de Samuel Beckett, com Renato Borghi e Elcio Nogueira Seixas. No mesmo ano, codirigiu a peça A Tragédia da América Latina, sob a direção de Felipe Hirsch. Ainda em 2016, dirigiu a peça LOVLOVLOV, Peça Única em Cinco Choques, com texto seu com Diego Marchioro e Fernando de Proença. Em 2017, dirigiu a peça A Mulher que Digita, de Carla Kinzo.
Como integrante da Cia. Vértice de Teatro, foi convidada pelo Teatro Odeon de Paris e pelo Le Centquatre-Paris para atuar no espetáculo Ítaca, de Christiane Jatahy, que estreou em Paris em abril de 2018 e cumpriu turnê mundial até 2019. Já em julho de 2019, dirigiu o novo show de Zélia Duncan "Tudo É Um", com estreia nacional no Sesc Pinheiros, em São Paulo. No mesmo ano, dirigiu a peça São Paulo, com roteiro de Regina Braga, que tinha estreia prevista para março 2020 e reestreou depois da pandemia, cumprindo turnê em 2022. Por fim, no último biênio, escreveu e dirigiu a peça People vs People, com Fernando de Proença e Diego Marchioro, que estreou em novembro de 2019 em Curitiba.
Na televisão ganhou projeção nacional com sua atuação na novela exibida pela TV Globo, Amor de Mãe, de Manuela Dias, com direção de José Villamarin, entre 2019 e 2020. Na produção, interpretou a personagem Jane, amiga fiel da vilã Thelma, interpretada por Adriana Esteves. Nesta mesma trama a personagem vivida por Isabel fica marcada por sua morte trágica ao ser assassinada pela própria confidente pouco tempo depois de descobrir uma verdade bastante inconveniente para a antagonista.

### 2020–presente: Reconhecimento na televisão

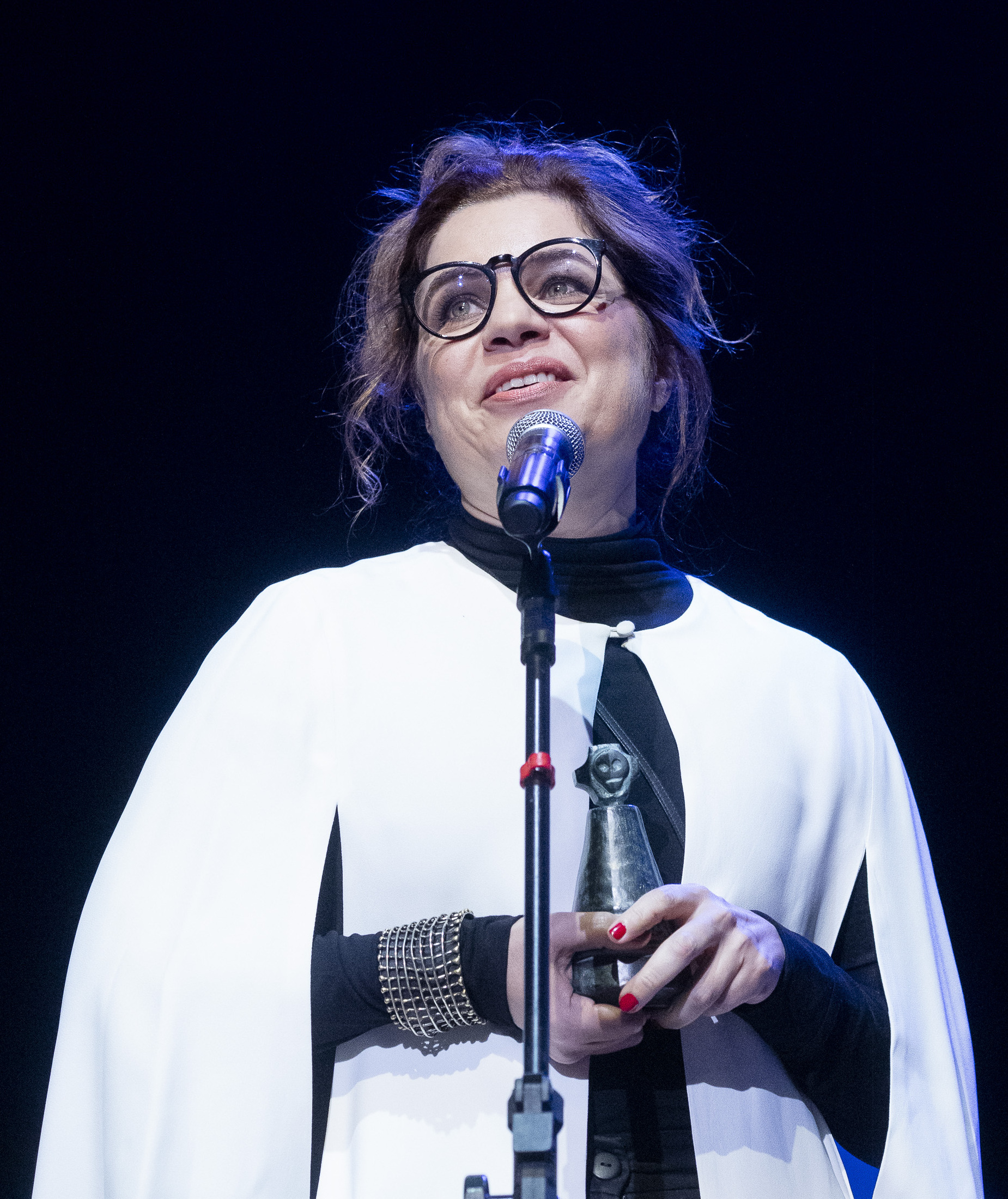
Teixeira recebendo o Prêmio APCA de melhor atriz de televisão (2023)

Isabel escreveu o podcast em três capítulos: People vs Tesla, para a Rumo de Cultura de Curitiba, que estreou em novembro de 2020, nas principais plataformas. Ainda em 2020, integrou o elenco da série Desalma, de Ana Paula Maia, com direção de Carlos Manga Junior, exibida pelo Globoplay, interpretando a personagem Anele Burko. Em 2022, retornou à personagem na segunda temporada da produção.
A partir de março de 2022 interpreta a personagem Maria Bruaca na refilmagem da telenovela Pantanal, exibida na faixa das 21h pela TV Globo. A personagem anteriormente foi interpretada por Ângela Leal na versão de Benedito Ruy Barbosa, na extinta TV Manchete. Bruaca é uma esposa que sofre duramente com os maus tratos do marido Tenório, interpretado por Murilo Benício, além de ser ainda caracterizada por ser uma pessoa bastante apegada à filha Guta (Julia Dalavia). O remake foi adaptado por Bruno Luperi, com colaboração de Lucas Ohara, e com direção de Walter Carvalho, Davi Alves, Fábio Strazzer, Roberta Richard, Cristiano Marques e Noa Bressane. A direção artística é de Rogério Gomes. A performance de Teixeira na pele da sofrida Maria Bruaca foi aclamada pela crítica e consagrada pelo público, tornando-a bastante popular no meio televisivo. Ela foi agraciada com os principais prêmios nacionais, incluindo o Prêmio APCA e o Melhores do Ano de melhor atriz de novela.
A grande repercussão de seu trabalho em Pantanal lhe rendeu o convite para protagonizar o episódio "Falas Femininas" da série antológica Histórias (Im)Possíveis, da TV Globo, onde interpretou Laura, uma mulher que se tornou mãe recentemente e é atormentada pela morte de sua funcionária. Ainda colhendo os frutos de seu sucesso em Pantanal, Isabel tornou-se bastante disputada entre os produtores da emissora e recebeu diversos convites para estrelas novelas do canal. Em junho de 2023, a atriz foi anunciada como uma das protagonistas de Elas por Elas, reboot da telenovela homônima criada e escrita por Cassiano Gabus Mendes em 1982. Estrelada ainda por Deborah Secco, Késia Estácio, Monica Iozzi, Thalita Carauta, Maria Clara Spinelli e Karine Teles, Isabel interpreta a grande vilã Helena, uma das sete amigas protagonistas da trama. Em 2024, integra a novela das 19h Volta por Cima na pele de Violeta Castilho, viúva de um bicheiro que se envolve com Osmar (Milhem Cortaz), tio da protagonista Madalena (Jéssica Ellen).

## Vida Pessoal
Isabel Teixeira é filha do cantor Renato Teixeira e irmã do também cantor Chico Teixeira. Ela foi casada por 14 anos com o fotógrafo Roberto Setton, com quem possui dois filhos.
Em entrevista a revista Marie Claire em junho de 2022, a atriz afirmou que fez dois abortos.

## Teatro
| Ano  | Título                                           | Personagem                 | Notas                      | Ref.   |
| ---- | ------------------------------------------------ | -------------------------- | -------------------------- | ------ |
| 1984 | Uma Aventura a Caminho do Guarujá                |                            |                            | [ 64 ] |
| 1994 | Cidade sem Janelas                               |                            |                            | [ 65 ] |
| 1994 | A Tempestade                                     |                            |                            | [ 66 ] |
| 1995 | Marat-Sade                                       |                            |                            | [ 67 ] |
| 1996 | À Margem da Vida                                 |                            |                            | [ 68 ] |
| 1996 | A Cozinha                                        |                            |                            | [ 67 ] |
| 1997 | Farsas e Improviso de Molière                    |                            |                            | [ 67 ] |
| 1997 | A Peça Didática de Baden-Baden Sobre o Acordo    |                            |                            | [ 69 ] |
| 1997 | Baal                                             |                            |                            | [ 67 ] |
| 1999 | Ágatha                                           | Agatha                     |                            | [ 66 ] |
| 2000 | O Jardim das Cerejeiras                          |                            | Como co-diretora           | [ 70 ] |
| 2001 | O Jardim das Cerejeiras                          |                            |                            | [ 66 ] |
| 2001 | Toda Nudez Será Castigada                        | Tia                        |                            | [ 9 ]  |
| 2001 | Os Sete Gatinhos                                 |                            | Como assistente de direção | [ 13 ] |
| 2002 | Um Bonde Chamado Desejo                          | Stella DuBois              |                            | [ 12 ] |
| 2003 | Depois do Expediente                             |                            |                            | [ 71 ] |
| 2003 | O Ninho                                          |                            | Como diretora              | [ 14 ] |
| 2004 | Arena Conta Arena 50 Anos                        |                            | Como produtora             | [ 15 ] |
| 2006 | Ricardo III                                      |                            |                            |        |
| 2006 | Dúvida                                           |                            |                            | [ 72 ] |
| 2007 | Gaivota, Tema para um Conto Curto                |                            |                            | [ 18 ] |
| 2009 | Rainha[(s)], Duas Atrizes em Busca de um Coração | Isabel/ Rainha Elizabeth I |                            | [ 22 ] |
| 2010 | Objeto Conferência para Inventário Inacabado     |                            |                            | [ 73 ] |
| 2012 | O Livro de Itens do Paciente Estevão             |                            |                            | [ 74 ] |
| 2012 | Ensaio Hamlet                                    |                            |                            | [ 75 ] |
| 2013 | Eleutheria                                       |                            | Como diretora              | [ 76 ] |
| 2013 | Desarticulações                                  |                            | Como diretora              | [ 30 ] |
| 2014 | Puzzle                                           | Vários personagens         |                            | [ 33 ] |
| 2014 | E se Elas Fossem Para Moscou?                    | Olga                       |                            | [ 35 ] |
| 2014 | Animais na Pista                                 |                            | Como diretora              | [ 38 ] |
| 2015 | Agora eu Vou Ficar Bonita                        |                            | Como diretora              | [ 39 ] |
| 2016 | Fim de Jogo                                      |                            | Como diretora              | [ 40 ] |
| 2016 | A Tragédia da América Latina                     |                            | Como diretora              | [ 41 ] |
| 2016 | LOVLOVLOV                                        |                            | Como diretora              | [ 42 ] |
| 2016 | A Tragédia da América Latina                     |                            |                            | [ 41 ] |
| 2017 | A Mulher que Digita                              |                            | Como diretora              | [ 43 ] |
| 2018 | Ítaca                                            | Penélope/ Calipso          |                            | [ 44 ] |
| 2019 | People vs People                                 |                            | Como autora e diretora     | [ 47 ] |
| 2022 | São Paulo                                        |                            | Como diretora              | [ 68 ] |
| 2024 | Jandira, em busca do bonde perdido               |                            |                            | [ 77 ] |

## Filmografia

### Televisão
| Ano       | Título                  | Personagem                          | Notas                              |
| --------- | ----------------------- | ----------------------------------- | ---------------------------------- |
| 2013      | Beleza S/A              | Helena                              | Episódio: "Todo Prazer é um Vício" |
| 2014      | Psi                     | Raquel                              | Episódio: "Fim de Cura"            |
| 2019–2021 | Amor de Mãe             | Jane D'Ávila                        |                                    |
| 2020–2022 | Desalma                 | Anele Burko                         |                                    |
| 2022      | Pantanal                | Maria Pereira Santos (Maria Bruaca) |                                    |
| 2023      | Histórias (Im)Possíveis | Laura de Camargo                    | Episódio: "Falas Femininas"        |
| 2023–2024 | Elas por Elas           | Helena Aranha Muniz / Maria Fromet  |                                    |
| 2024–2025 | Volta por Cima          | Violeta Castilho                    |                                    |

### Cinema
| Ano  | Título                          | Personagem   | Notas          |
| ---- | ------------------------------- | ------------ | -------------- |
| 1985 | Jogo Duro                       | —            |                |
| 1998 | Os Penúltimos Serão os Segundos | —            | Curta-metragem |
| 1999 | Ano Novo                        | Ângela       | Curta-metragem |
| 2012 | Futuro do Pretérito             | —            |                |
| 2013 | Os Amigos                       | Mãe de Jorge |                |
| 2024 | Avenida Beira-Mar               | Viviane      | [ 83 ]         |

## Outros projetos

### Shows
- 2001 – assistência de direção em “Sissi na Sua”, show de Marina Lima sob a direção de Enrique Diaz.[84]
- 2012 – assistência de direção do show “Totatiando”, a partir da obra de Luiz Tatit, com Zélia Duncan, direção de Regina Braga.[31]

### Exposições
- 2008 - Curadoria e concepção da exposição “Renato Borghi, 50 anos de carreira”, realizado pelo Sesc São Paulo.[85]

## Prêmios e indicações
| Ano  | Associações                       | Categoria                                   | Nomeações                                    | Resultado |
| ---- | --------------------------------- | ------------------------------------------- | -------------------------------------------- | --------- |
| 1984 | Prêmio APETESP                    | Melhor Atriz Revelação                      | Uma Aventura a Caminho do Guarujá            | Venceu    |
| 2002 | Prêmio Shell                      | Melhor Atriz                                | Um Bonde Chamado Desejo                      | Indicado  |
| 2005 | Prêmio APCA                       | Especial da Crítica de Teatro               | Arena Conta Arena 50 Anos                    | Venceu    |
| 2005 | Prêmio Shell                      | Especial                                    | Arena Conta Arena 50 Anos                    | Venceu    |
| 2006 | Prêmio Qualidade Brasil - SP      | Melhor Atriz Teatral Drama                  | Ricardo III                                  | Indicada  |
| 2009 | Prêmio Shell                      | Melhor Atriz                                | Rainhas, Duas Atrizes em Busca de um Coração | Venceu    |
| 2015 | Prêmio APTR                       | Melhor Atriz                                | E Se Elas Fossem Para Moscou?                | Indicado  |
| 2015 | Prêmio Cesgranrio de Teatro       | Melhor Atriz                                | E Se Elas Fossem Para Moscou?                | Indicado  |
| 2020 | Melhores do Ano Minha Novela      | Revelação Feminina                          | Amor de Mãe / Desalma                        | Indicada  |
| 2022 | Troféu AIB de Imprensa            | Melhor Atriz                                | Pantanal                                     | Venceu    |
| 2022 | Prêmio Arcanjo de Cultura         | Streaming/TV                                | Pantanal                                     | Indicada  |
| 2022 | BreakTudo Awards                  | Atriz Nacional                              | Pantanal                                     | Indicada  |
| 2022 | Prêmio Notíciasdetv.com           | Melhor Atriz Coadjuvante                    | Pantanal                                     | Venceu    |
| 2022 | Melhores do Ano NaTelinha         | Melhor Atriz                                | Pantanal                                     | Indicada  |
| 2022 | Melhores do Ano                   | Melhor Atriz de Novela                      | Pantanal                                     | Venceu    |
| 2022 | Prêmio Contigo! Online            | Melhor Atriz Coadjuvante de Novela ou Série | Pantanal                                     | Indicada  |
| 2022 | Melhores do Ano AnaMaria          | Atriz do Ano                                | Pantanal                                     | Venceu    |
| 2022 | Prêmio Melhores do Ano Social1    | Melhor Atriz                                | Pantanal                                     | Venceu    |
| 2022 | Splash Awards                     | Melhor Atuação                              | Pantanal                                     | Venceu    |
| 2022 | Prêmio Área VIP                   | Melhor Atriz                                | Pantanal                                     | Indicada  |
| 2022 | Prêmio Área VIP                   | Melhor Personagem (como Maria Bruaca)       | Pantanal                                     | Venceu    |
| 2022 | Troféu ISTOÉ - Brasileiros do Ano | Atriz de TV                                 | Pantanal                                     | Venceu    |
| 2023 | Troféu Internet                   | Melhor Revelação                            | Pantanal                                     | Pendente  |
| 2023 | Prêmio APCA de Televisão          | Melhor Atriz                                | Pantanal                                     | Venceu    |
| 2024 | Prêmio FITA de Teatro             | Melhor Atriz                                | Jandira, Em Busca do Bonde Perdido           | Pendente  |